# Кшидліна-Велика
Кшидліна-Велика (пол. Krzydlina Wielka) — село в Польщі, у гміні Волув Воловського повіту Нижньосілезького воєводства.
Населення — 401 особа (2011).
У 1975-1998 роках село належало до Вроцлавського воєводства.

## Демографія
Демографічна структура станом на 31 березня 2011 року:
|          | Загалом | Допрацездатний вік | Працездатний вік | Постпрацездатний вік |
| -------- | ------- | ------------------ | ---------------- | -------------------- |
| Чоловіки | 196     | 36                 | 144              | 16                   |
| Жінки    | 205     | 33                 | 120              | 52                   |
| Разом    | 401     | 69                 | 264              | 68                   |